# Micromesistius poutassou
Micromesistius poutassou Antoine Risso (1826), conhecido pelos nomes comuns de verdinho e maria-mole, é um peixe pertencente à classe Actinopterygii, à ordem Gadiformes e à família Gadidae. Morfologicamente, apresenta um corpo alongado, três barbatanas dorsais, duas barbatanas anais, uma barbatana caudal, um par de barbatanas peitorais e um par de barbatanas pélvicas. A sua coloração é acinzentada, aproximando-se do branco na zona ventral.

## Distribuição geográfica
O verdinho vive em climas temperados, essencialmente no Nordeste Atlântico existindo em grandes densidades no mar de Barents entre a Noruega e a Rússia, mas estendendo a sua área de distribuição ao Oeste do Mediterrâneo e ao longo da costa Africana até ao Cabo Bojador, bem como ao longo do Nordeste da América. Normalmente encontra-se na zona da plataforma e vertente continental e tem uma distribuição vertical desde 50–100 m até 1000 m com maior densidade entre 200 e 500m. No Verão, após a desova, migra para o Norte e regressa para desovar em Janeiro/Fevereiro. Também são conhecidas migrações diárias que ocorrem verticalmente: à noite migra para a superfície da água e durante o dia migra para próximo do fundo.

## Desenvolvimento
A maturação sexual do verdinho ocorre, principalmente, no primeiro trimestre do ano, sendo o mês de Fevereiro a altura em que a postura atinge o pico máximo. Alguns indivíduos atingem a maturidade no terceiro ano de vida. O crescimento é rápido, ou seja, os indivíduos com um ano medem cerca de 16 cm; aumentando para 27 – 29 cm aos cinco anos; e aos dez anos podem medir entre 29 a 34 cm.
A maturação dos machos ocorre mais cedo que nas fêmeas. Os machos atingem também o comprimento máximo mais rapidamente que as fêmeas, apesar destas predominarem nas classes de comprimento superiores.
Os verdinhos depositam os seus ovos a cerca de 300-500 metros de profundidade ao longo da costa continental entre Fevereiro e Maio. Os ovos e as larvas movem-se lentamente em direcção á superfície à medida que se desenvolvem.

## Regime alimentar
Relativamente ao regime alimentar, Micromesistius poutassou é um animal pelágico cuja dieta nas águas Europeias se baseia em copépodes, eufausiáceos, cefalópodes, alguns isópodes, anfipodes, misidáceo e, raramente, peixes. Os juvenis alimentam-se de plâncton, passando a alimentar-se de krill e posteriormente presas maiores. Estudos efectuados ao longo da Costa Portuguesa (desde 41°50’N e 9°06’W até 36°40’N e 7°25’W) revelaram alterações sazonais na dieta e que as espécies mais importantes da dieta de verdinhos adultos são crustáceos decápodes, principalmente o Pasiphea sivado, alguns pequenos moluscos e misidáceos.
O verdinho tem também um papel fundamental como alimento para outros animais, dos quais se distinguem a pescada e o tamboril.

## Pesca
A pesca do verdinho é uma das maiores no nordeste atlântico e esta zona funciona como uma reserva. Esta reserva foi descoberta no final dos anos 1960 e a pesca desenvolveu-se nos anos 1970. Nos anos 1980 e 90 a pesca do verdinho era estável. No entanto, aumentou rapidamente no final da década de 1990 e assim tem sido desde então. Entre 2003 e 2005 foram pescadas dois milhões de toneladas. Apesar do referido, espera-se agora que volte a diminuir para níveis semelhantes aos observados nos anos 1980 e 90 devido a um decréscimo do recrutamento da espécie.
Em Portugal o verdinho é pescado por arrasto de fundo em pescas dirigidas a crustáceos e peixe. As descargas de verdinho correspondem a 2,41% do total nacional de descargas, sendo mais importante no Alentejo, onde representa 10,52% das descargas regionais e no Norte do país com 3,55%. Destaca-se a importância do verdinho nas descargas de Vila Real de Santo António e Sines com 17,46% e 10,52% respectivamente.